# Waldstatt
Waldstatt es una comuna suiza del cantón de Appenzell Rodas Exteriores. Limita al norte con la comuna de Herisau, al este con Hundwil, al sur con Urnäsch, y al occidente con Schwellbrunn.

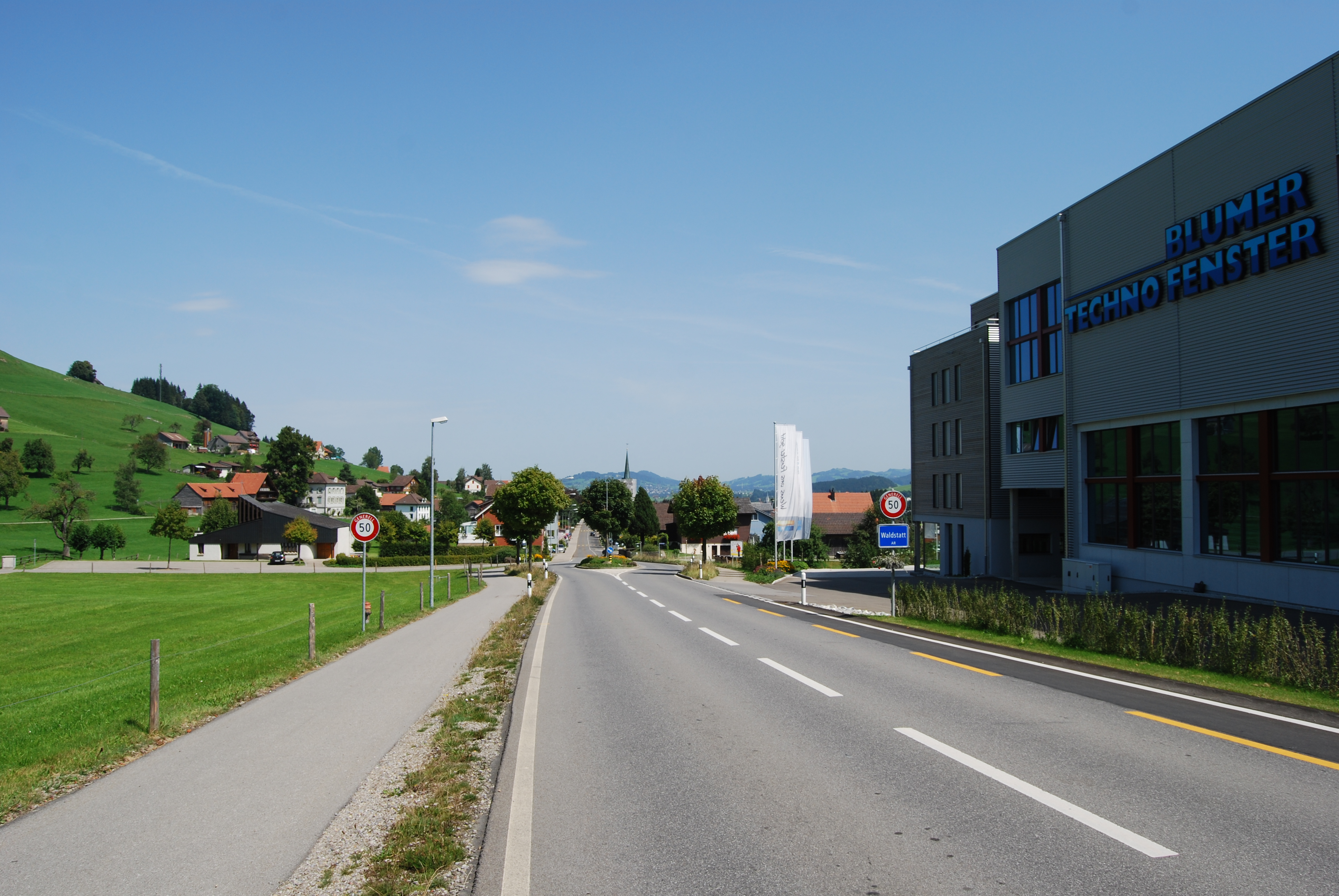
Waldstatt